# Кунигунда фон Андекс
Кунигунда фон Андекс-Истрия (на немски: Kunigunde von Andech-Istrien; * ок. 1146; † 10 февруари сл. 1207) от прочутия род Мерания–Андекс, е графиня от Истрия-Крайна и чрез женитба графиня на Еберщайн.

## Произход
Тя е втората дъщеря на граф Бертхолд III фон Андекс († 1188), маркграф на Истрия и Крайна, и първата му съпруга Хедвиг фон Дахау-Вителсбах († 1174)), дъщеря на пфалцграф Ото V фон Шайерн-Вителсбах от Бавария и Хейлика фон Ленгенфелд, внучка на император Хайнрих IV. Баща ѝ Бертхолд III фон Андекс се жени втори път (ок. 1180) за Луитгард Датска, дъщеря на краля на Дания Свен III († 1157).
Кунигунда е сестра на Бертхолд IV († 1204), от 1183 г. херцог на Мерания, и полусестра на Попо († 1245), епископ на Бамберг (1239 – 1245). Кунигунда е леля на Света Хедвиг фон Андекс († 1243) и на унгарската кралица, Гертруда († 1213), първата съпруга на унгарския крал Андраш II.

## Фамилия
Кунигунда фон Андекс-Истрия се омъжва за граф Еберхард III фон Еберщайн (* 1144; † пр. 1219), син на граф Бертхолд III фон Еберщайн († сл. 1158) и Ута фон Калв (фон Зинделфинген) († сл. 1185). Те имат децата:
- Еберхард IV (1190 – 1263), граф на Еберщайн, женен на 14 септември 1922 г. за Аделхайд фон Сайн (1202 – 1263)
- Ото I († 1278), граф на Еберщайн, женен I. за Кунигунда фон Урах († 1252); II. за фон Тек, III. за Беатрикс фон Крутхайм
- Бертхолд († 1258)
- Конрад фон Еберщайн († 1245), епископ на Шпайер (1237 – 1245)
- Албрехт († 1215/1219)
- Хедвиг (* пр. 1243; † сл. 1248), омъжена I. за рауграф Герхард I, II. за рауграф Рупрехт I фон Алтенбаумберг, Зимерн-Вьолщайн († пр. 1242), родители на епископите на Вормс Еберхард фон Алтенбаумберг († 1277) и Фридрих фон Алтенбаумберг († 1283)
- Агнес (* пр. 1221; † 1251/1253), омъжена за граф Фридрих II фон Лайнинген († 1237), родители на Хайнрих фон Лайнинген, епископ на Шпайер († 1271/1272), и Бертхолд фон Лайнинген, епископ на Бамберг († 1285)
- Кунигунда († сл. 1252), омъжена за Конрад фон Краутхайм († сл. 1266)
- Хилдегунда (* ок. 1195), омъжена пр. 1219 г. за граф Дитер IV фон Катценелнбоген († 1245)